# 安帕尼希
24°12′23″S 45°51′57″E / 24.20639°S 45.86583°E

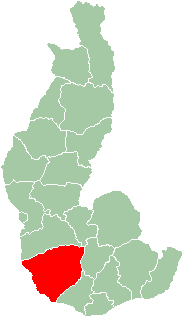

安帕尼希，是馬達加斯加的城鎮，位於該國南部，由阿齊莫-安德列發那區負責管轄，是安帕尼希區的首府，海拔高度180米，2005年人口24,370。